# История старообрядчества
Исто́рия старообря́дчества — история совокупности религиозных течений и организаций в русле русской православной церкви, отвергающих начатую в 1653 году патриархом Никоном и царём Алексеем Михайловичем церковную реформу, целью которой провозглашалась унификация богослужебного чина Русской церкви с греческой церковью и прежде всего — с церковью Константинопольской.

## Реформы Никона

### Предыстория реформ
После Смутного времени получила развития идея о необходимости исправления богослужебных книг и обрядов русской церкви. Эта деятельность получила название книжной справы. На первом её этапе, который проходил при поддержке Патриарха Филарета и продолжился при Патриархе Иосафе I (1634—1640), в качестве правильных источников рассматривались только русские рукописи.
Но уже при следующем Патриархе Иосифе (1642—1652), усилия книжников были направлены на подготовку издания полного церковнославянского текста перевода Библии. Налицо было стремление согласовать славянский перевод с греческим текстом, при этом в качестве посредника могли выступать западнорусские тексты.
В 1632—1647 года на украинских и белорусских землях главой православной церкви был митрополит Киевский и Галицкий Пётр Могила. При его участии основан крупнейший в восточной Европе центр просвещения — Киево-Могилянская академия.
Для исправления богослужебных книг при патриархе Иосифе в 1649 году из Киева в Москву были приглашены монахи, во главе с Епифанием Славинецким — знавшим греческий язык; к ним присоединился толмач Арсений Грек. Работа справщиков продолжалась непрерывно и при патриархе Никоне. В основе лингвистических воззрений круга книжников, осуществлявших редактирование, лежала ориентация на грекоязычный оригинал: убеждение в том, что церковнославянский перевод греческих текстов должен выражать те же значения и по возможности тем же образом, что и оригинал.
В результате книжной справы поменялись названия богослужебных книг: Часовник стал Часословом, Октай стал Октоихом, Устав стал Типиконом, Потребник стал Требником.
Кроме того, поменялись названия: Па́вечерница → Повечерие; Полиелео́с → Полиелей (греческое Πολυέλεος).
Книги унифицировали по греческим образцам, поэтому претерпел изменение и Богослужебный Устав: часть молитв была исключена, а часть молитв, которых не было в прежних чинопоследованиях, была добавлена. Например, во вседневную Полуношницу были добавлены две молитвы; был добавлен канон в Панихиду.
После реформы исчезла такая служба как Средняя Павечерница.

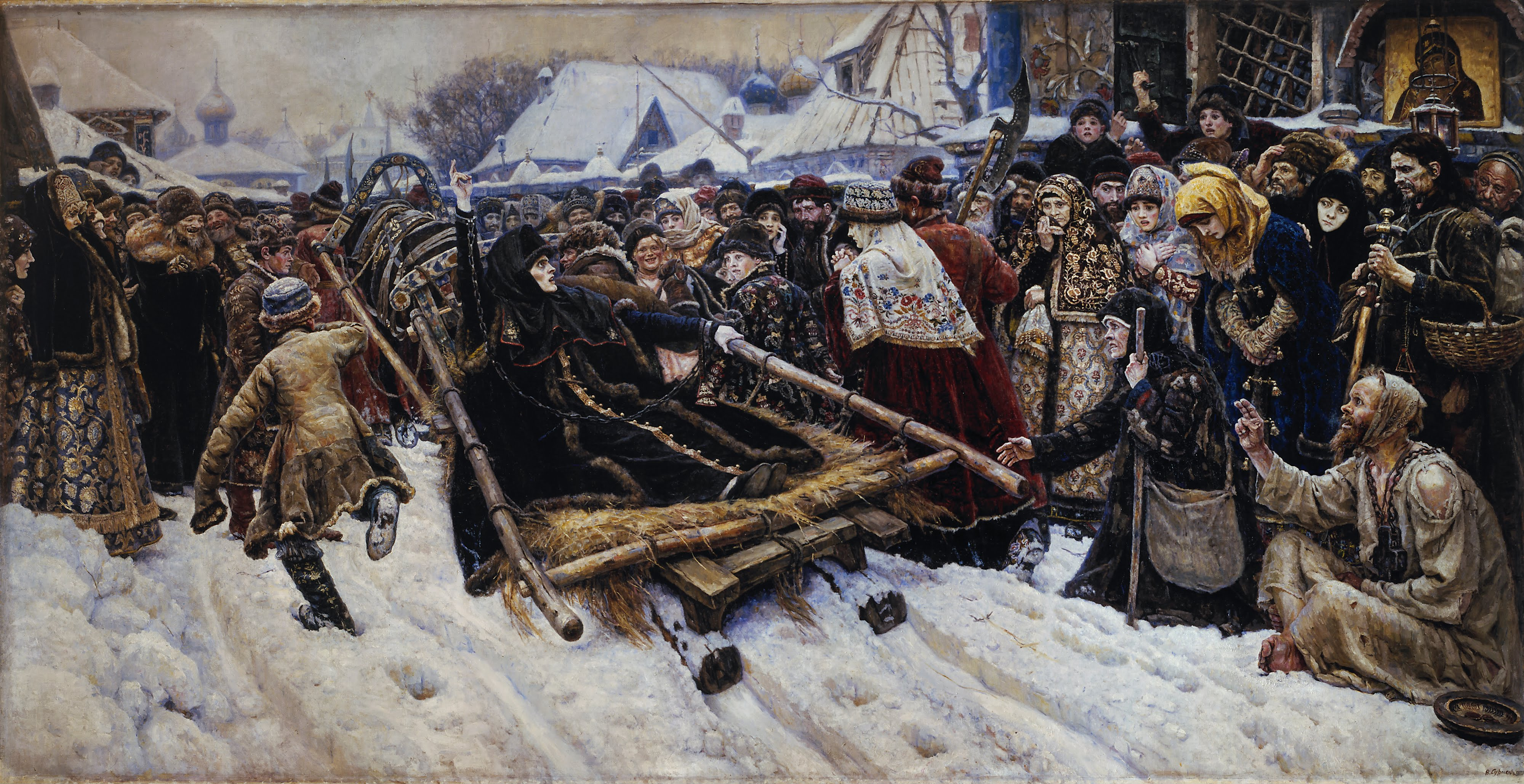
В. И. Суриков «Боярыня Морозова» (1884—1887)

Сугубая (двойная) аллилуйя была заменена на трегубую (тройную).
Реформы патриарха Никона, начатые в 1653 году по унификации русских чинов и богослужения по современным по тому времени греческим образцам, встретили сильную оппозицию со стороны значительной части русского общества.
Перед Великим постом 1653 года Никон издал от себя лично документ, называемый «Память», в котором 12 земных поклонов во время чтения молитвы Ефрема Сирина заменил на поясные, а также предписал совершать крестное зна́мение тремя перстами вместо двух перстов. Первое изменение противоречило богослужебному Уставу, господствующему в Русской церкви. Второе изменение было самым существенным нововведением всей реформы и в дальнейшем именно оно будет центром всей полемики между новообрядцами и старообрядцами; данное изменение противоречило, актам Поместного Стоглавого Собора 1551 года, закрепившим двоеперстие. Издание «Памяти» вызвало сопротивление со стороны духовенства и монашества. Несогласные, например Неронов и Аввакум, тотчас были репрессированы, отправлены в ссылки.

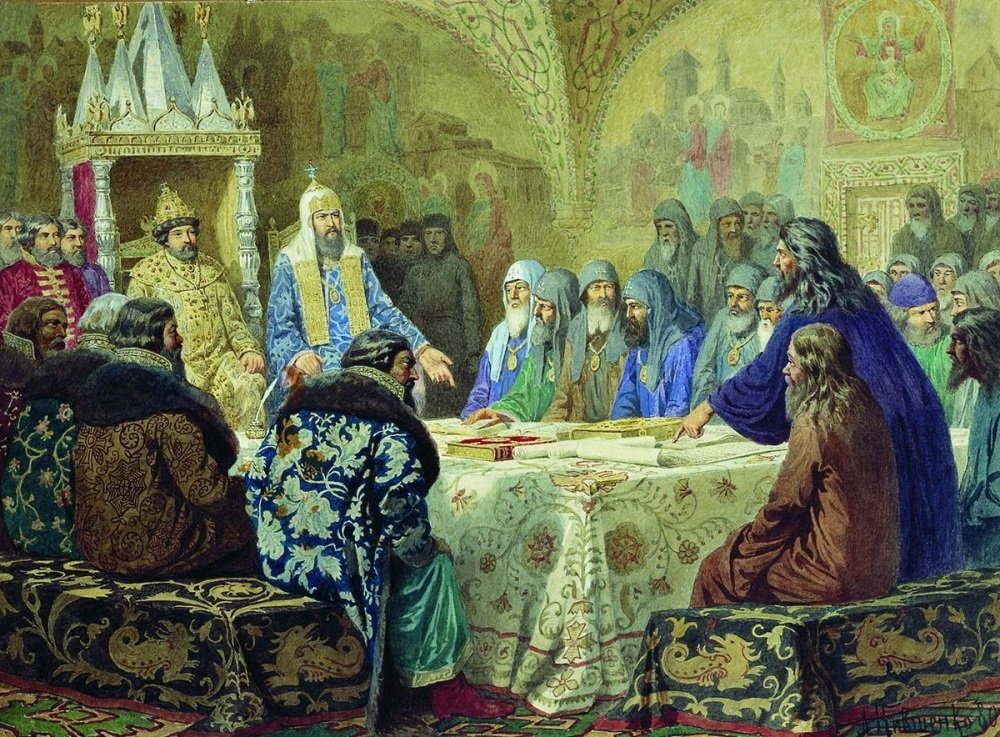
Кившенко А. Д. «Патриарх Никон пересматривает богослужебные книги»

Далее Никон продолжил реформу, собирая соборы. Собор 1654 года положил начало делу унификации обрядов московских книг по греческим книгам, напечатанным в XVI веке на Западе. На этом соборе жертвой репрессий со стороны Никона стал епископ Павел Коломенский, последний не подписал решения собора. Никон попробовал безуспешно уговорить епископа; затем без соборного уже решения самовластно лишил архиерейства Павла; Никон не только сорвал с Павла мантию, но и собственноручно избил его без милости, после чего Павел был сослан в заключение. По сообщению старообрядческих источников Павел был сожжён в срубе в 1656 году.
Считая сами обряды еретическими, для согласования реформ Никон послал вопросы о реформе в Константинополь. На Константинопольском Соборе того же года под председательством Патриарха Паисия, были составлены ответы, в которых объяснятся, что разница обрядов ересью не является. Не дождавшись ответов, Никон собирает новый Собор.
Согласно решению поместного Московского собора 1656 года всех, крестящихся двумя перстами, объявили еретиками и предали анафеме, это решение противоречило постановлениям Константинопольском Соборе. Поспешная анафема собора 1656 года на всех крестящихся двумя перстами, отменённая только Поместным собором РПЦ 1971 года, и стала главнейшей причиною Раскола.

### Собор 1656 года
В 1654 году был собран собор, но на нём патриарх Никон встретил сопротивление в лице епископа Павла, которого Никон самовластно без суда и соборного решения, лишил сана и отправил в ссылку. Для продолжения своей реформы патриарх Никон решил заручиться поддержкой восточных иерархов: Патpиаpха Антиохийского Макаpия, Патpиаpха Сеpбского Гавpиила, митрополита Hикейского Гpигоpия и митрополита всей Молдавии Гедеона.
Для этой цели собран Московский собор 1656 года. На нём все крестящиеся двумя перстами были объявлены еретиками, отлучены от Троицы и преданы проклятию.

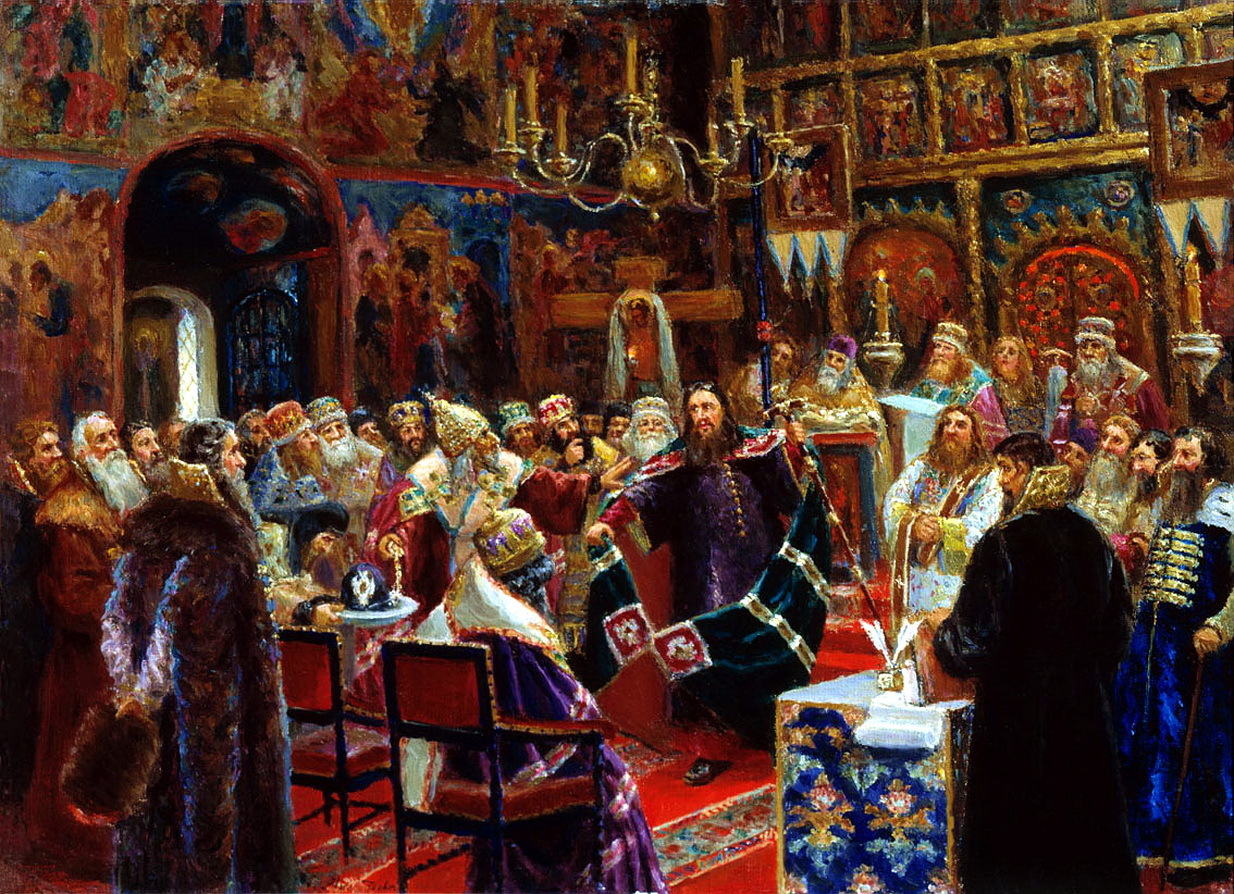
С. Д. Милорадович «Суд над патриархом Никоном» (1885)

### Собор 1667 года
В 1667 году состоялся Большой Московский собор. Собор одобрил книги новой печати, утвердил новые обряды и чины и наложил клятвы и анафемы на старые книги и обряды. Сторонники старых обрядов вновь были объявлены еретиками. Страна оказалась на грани религиозной войны.

### Соловецкое восстание
23 июля 1667 года власти назначили настоятелем Соловецкого монастыря сторонника реформ Иосифа, который должен был провести реформу в Соловецком монастыре. Иосиф был приведён в монастырь и здесь на общем соборе монахи отказались принять его в качестве настоятеля, после чего Иосифа изгнали из монастыря, позже настоятелем избрали архимандрита Никанора. Открытый отказ от принятия реформ был воспринят московскими властями как открытый бунт.
3 мая 1668 царским указом для приведения в повиновение непокорной обители на Соловки послано стрелецкое войско. Стрельцы под командованием стряпчего Игнатия Волохова высадились на Соловецком острове 22 июня, однако встретили решительный отпор.
Первые годы осада Соловецкого монастыря велась слабо и с перерывами, так как правительство рассчитывало на мирное разрешение сложившейся ситуации. В летние месяцы стрельцы высаживались на Соловецких островах, пытались блокировать их и прервать связь монастыря с материком, а на зиму съезжали на берег в Сумский острог, причём двинские и холмогорские стрельцы распускались на это время по домам Летом 1672 года И. А. Волохова сменил воевода К. А. Иевлев, войско увеличено до 725 стрельцов.
Такое положение сохранялось вплоть до 1673 года.

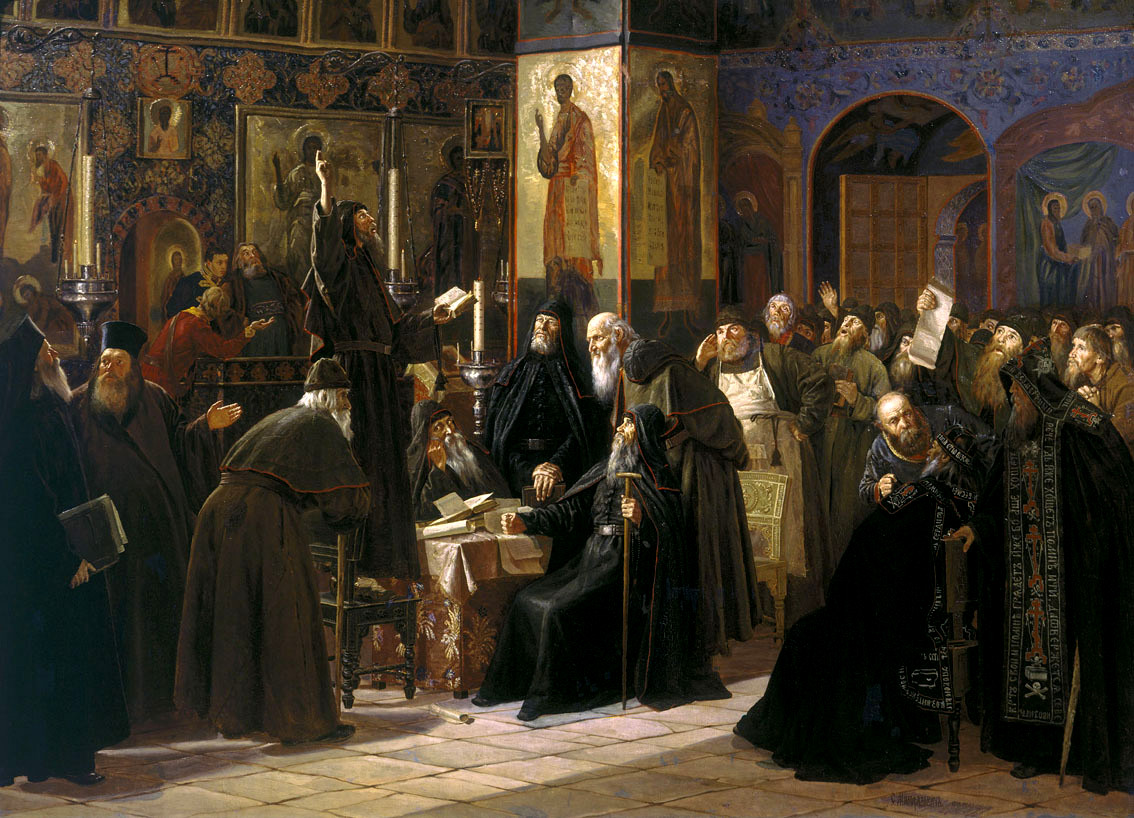
С. Д. Милорадович «Чёрный собор. Восстание соловецкого монастыря против новопечатных книг в 1666 году» (1885). Третьяковская галерея

В сентябре 1673 года на Белое море прибыл воевода Иван Мещеринов с указаниями начать активные военные действия против защитников Соловецкого монастыря, включая обстрел стен монастыря из пушек. До этого момента правительство рассчитывало на мирное разрешение ситуации и запрещало обстрел монастыря. Царём было гарантировано прощение каждому участнику восстания, добровольно явившемуся с повинной.
Рано наступивший в октябре 1674 года холод вынудил Ивана Мещеринова отступить. Осада снова была снята и войска отправлены на зимовку в Сумский острог. В период 1674—1675 годов стрелецкое войско было удвоено.
До конца 1674 года монахи, остающиеся в монастыре, продолжали молиться за царя Алексея Михайловича. 7 января 1675 года (28 декабря 1674 года старого стиля) на сходке участников восстания было принято решение не молиться за царя-«ирода».
В конце мая 1675 года Мещеринов явился под монастырем с 185 стрельцами для разведки. Летом 1675 года военные действия усиливаются и с 4 июня по 22 октября потери только осаждавших составили 32 человека убитыми и 80 человек ранеными. Мещеринов окружил монастырь 13 земляными городками (батареями) вокруг стен, стрельцы начали вести подкопы под башни. В августе прибыло пополнение в составе 800 двинских и холмогорских стрельцов. На этот раз Мещеринов решил не уходить с островов на зиму, а продолжать осаду и зимой. Однако защитники монастыря отстреливались и наносили правительственным силам большие потери. Подкопы были завалены при вылазке отряда защитников монастыря. 2 января (23 декабря старого стиля) 1676 года отчаявшийся Мещеринов сделал неудачный приступ к монастырю; штурм был отбит, погибло 36 стрельцов во главе с ротмистром Степаном Потаповым.
Нападавшие проникли в монастырь через тайный ход в сушило.
18 января (8 января старого стиля) 1676 года один из перебежчиков — чернец предатель Феоктист — сообщил Мещеринову, что можно проникнуть в монастырь изо рва Онуфриевской церкви и ввести стрельцов через окно, расположенное под сушилом у Белой башни и заложенное кирпичами, за час до рассвета, так как именно в это время происходит смена караула, и остается только по одному человеку на башне и стене. Темной снежной ночью 1 февраля (22 января старого стиля) 50 стрельцов во главе с Степаном Келиным, направляемые Феоктистом, подошли к заложенному окну: кирпичи были разобраны, стрельцы вошли в сушильную палату, добрались до монастырских ворот и отворили их. Защитники монастыря проснулись слишком поздно: около 30 человек из них бросились с оружием на стрельцов, но погибли в неравном бою, ранив только четырёх человек.
После короткого разбирательства на месте, предводители мятежников Никанор и Сашко, а также 26 других активных участников мятежа были казнены, другие разосланы в Кольский и Пустозерский остроги.

## Собор 1677 года
12—21 февраля 1677 года, в Кашин по распоряжению патриарха Иоакима с целью утверждения нового перстосложения — троеперстия, борьбой со староверием и для утверждения «правильности» вышесказанных соборных решений была отправлена новая комиссия (Иосиф (митрополит Рязанский); Симеон (архиепископ Тверской); Варсонофий, игумен Доброго монастыря; протопоп собора Николая Гостунского Иоанн Лазарев), осмотревшая мощи княгини Анны Кашинской и обнаружившая «несогласия» с протоколами осмотра 1649 года, которые, в частности, утверждали, что правая рука княгини сложена двуперстно. Осмотр 1677 года, согласно протоколу, показал, что «правая рука в завитии погнулася, а длань и персты прямо, а не благословляющи». Кроме того, обнаружились многочисленные расхождения между недавно составленными житиями и летописями (всего 13 расхождений): так, в новых текстах утверждалось, что Анна была по происхождению не княжной, а боярышней, якобы родилась в Кашине, дата её смерти была изменена на 30 лет и т. п. Нужен был любой повод, даже придуманный, для того, чтобы убрать мощи и ликвидировать ясное свидетельство древности и православности двоеперстия.

## Собор 1681 года
В 1681 году состоялся поместный собор Русской церкви, собор настойчиво просит царя о казнях, о решительной физической расправе над старообрядческими книгами, церквями, скитами, монастырями и над самими людьми-старообрядцами. Сразу после собора начнется активная физическая расправа. В 1682 году состоялась массовая казнь старообрядцев.

### Восстание старообрядцев 1681 года
Согласно описанию профессора А. М. Панченко, 6 января 1681 года царь Фёдор III отправился с большим количеством народа на водоосвящение. В это время старообрядцы учинили погром в Успенском и Архангельском соборах Кремля. Они мазали дёгтем царские ризы и гробницы, а также ставили сальные свечи, считавшиеся нечистыми в церковном обиходе. В это время толпа возвратилась, и сподвижник восставших, Герасим Шапочник, стал кидать в толпу «воровские письма», на которых были изображены карикатуры на царя и патриархов. Одна из таких карикатур дошла до наших дней, на ней изображены патриархи Паисий Александрийский, Макарий Антиохийский, Никон, а также Павел Сарский и Подонский и Иларион Рязанский. Подписи гласили: «окаянный», «льстец», «баболюб», «сребролюбец», «продал Христа».

## Стрелецкий бунт 1682 года

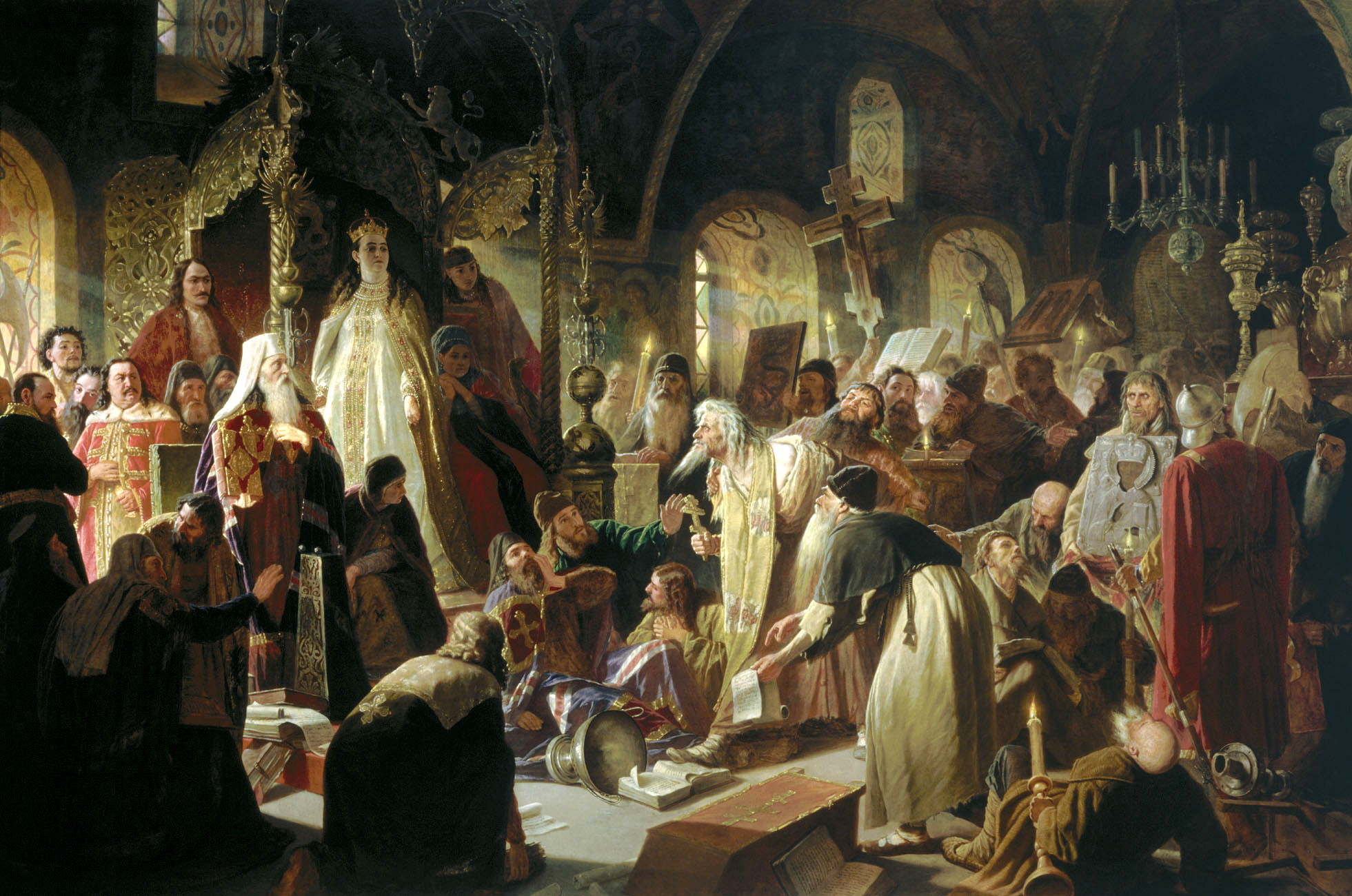
В. Г. Перов. Никита Пустосвят. Спор о вере («прения о вере»). 1880—1881

В время стрелецкого бунта 1682 года старообрядцы собрались в Москве из дальних скитов и проповедовали в стрелецких полках возврат к старым обрядам. Эти претензии были с энтузиазмом поддержаны Хованским, который нашёл в этом ещё один рычаг давления на правительство. Но ни он, ни правительница Софья, при всём желании, не могли решать этот вопрос, находившийся в компетенции церкви — патриарха и архиереев. Церковь же ни при каких обстоятельствах не могла отказаться от постановлений, принятых Собором, тем более что к тому времени она уже признала старообрядцев еретиками. Для разрешения спора старообрядцы предлагали открытый теологический диспут между апологетами новой и старой веры, который должен быть проведён на Красной площади в присутствии всего народа. За идею диспута ухватился Хованский и стал добиваться проведения её в жизнь. Патриарх возражал против проведения диспута на площади, понимая, что победа в нём будет зависеть не от аргументов и логики, а от симпатий толпы, изначально настроенной против власти и поддерживаемой ею официальной церкви. Патриарх предлагал провести диспут в Грановитой палате Кремля, где не может поместиться много простонародья, и ему составят значительный противовес патриаршья свита, царская дворня, бояре и стража.
Хованский и старообрядцы после долгих пререканий согласились на Грановитую палату, и 5 июля диспут о вере состоялся. Спор свёлся ко взаимному обвинению сторон в ереси и невежестве и, в конце концов, к ругани и чуть ли не к драке. Старообрядцы покинули Кремль с поднятой головой и на Красной площади объявили всенародно о своей полной победе. Стрельцы отступились от старообрядцев, обвинив их в смуте и желании восстановить их против царей, а вечером этого же дня расправились с Никитой Пустосвятом, обезглавив его. Хованский едва успел спасти остальных старообрядцев, которым он ранее гарантировал безопасность. После этого случая Софья больше не рассчитывала на помощь Хованского и рассматривала его, как одного из главных своих противников.

## «Двенадцать статей» царевны Софьи

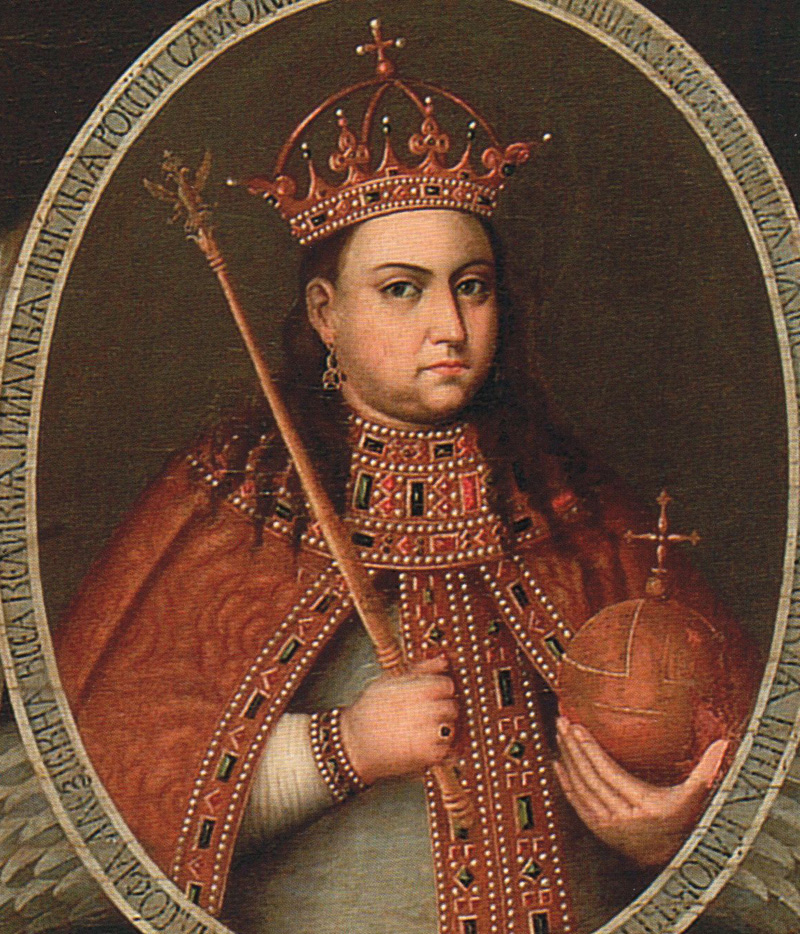
Царевна Софья Алексеевна

Софья Алексеевна, по просьбе духовенства издала в 1685 году «12 статей» — государственные всеобщие законы, на основании которых будут преданы различным казням: изгнаниям, тюрьмам, пыткам, сожжениям живыми в срубах тысячи человек-старообрядцев. В ход борьбы против старого обряда шли самые различные средства на протяжении всего после реформенного периода со стороны новообрядческих соборов и синодов, такие как клевета, ложь, подлоги. Особенно знамениты и широко распространены такие подлоги как Соборное деяние на еретика Арменина, на мниха Мартина и Феогностов Требник.

## Ветка
Ещё начиная с 1660-х годов на землях Стародубского полка старообрядцами были основаны многочисленные слободы.
В середине 1660-х годов, с началом репрессий против старообрядцев, московский священник Козма, переселяется в Стародубье, где к нему начинают прибывать и другие беженцы из центральных районов Московского государства. Вскоре ими было основано местечко Понуровка на реке Ревне. С увеличением старообрядческого населения были основаны и другие поселения, среди них — слободы Зыбкая, Злынка, Климово, Клинцы, Лужки и другие, некоторые из которых со временем стали городами.
Около 1669 года в Стародубье приезжает Стефан Белёвский вместе с сыном Димитрием и некоторыми белёвскими жителями и основывает слободу Митьковку. Священники Козма и Стефан в этих слободах становятся руководителями местного старообрядческого населения.
В 1682 году правительство царевны Софьи издало указ о сыске и высылке старообрядцев, живущих в Стародубских слободах.
Руководители стародубского старообрядчества Козма Московский и Стефан Белёвский со своими единомышленниками решают уйти в Речь Посполитую, где на острове Ветка при впадении одноимённой реки в реку Сож, на землях пана Халецкого основывают старообрядческое поселение, в котором была построена часовня, а позже и монастырь. Со временем Ветковская слобода становится крупным духовным центром староверия, влияние которого в течение всего XVIII века распространялось по всей России и Восточной Польше.

## Беспоповство
После смерти священников «старого» рукоположения, то есть поставленных в Русской Церкви до реформы Никона часть староверов стали в быту называться беспоповцами. Оставшись без священников, они лишились церковных таинств: причащения, миропомазания, брака, елеосвящения и т. д. Затем два таинства — крещение и исповедь, стали совершаться выборными мирянами.
По вопросам брака у беспоповцев произошло разделение, на приемлющих и неприемлющих брак. После потери священства возникла не разрешённая проблема таинства брака, так как обряд должен совершаться только священниками. Высказывалось суждение, что все должны вести безбрачную жизнь. В 1694 году состоялся в Новгороде собор с преобладанием сторонников данного взгляда, на котором брачное супружество было совершенно отвергнуто. Что, однако, не было принято достаточно большой частью сторонников иных взглядов.
Последователи соборного решения начали называться безбрачниками, федосеевцами — по имени наиболее яркого проповедника и установителя безбрачия Феодосия Васильева. Феодосиевцы (федосеевцы) создали в 1771 году в Москве общину на Преображенском кладбище. Также первоначально таких взглядов придерживались и представители поморского и отошедшего от них филипповского согласия.
Другая часть беспоповцев получила название брачников. Решила, что обряд бракосочетания может совершать мирянин. На текущий момент брак признаётся представителями крупнейшего в России и Прибалтике поморского согласия.
Верование о пришествии царства антихриста привело к возникновению среди беспоповцев страннического, или бегунского согласия (т. н. бегуны). Старообрядцы этого течения считали, что нужно бежать, скрываться от царства антихриста. Странники не имели паспортов, отвергали военную службу, присягу, подати, налоги, некоторые из них отвергали и деньги, таких называли безденежниками.

## Гусляки
Гу́слицы — местность к востоку от Москвы. При царе Алексее Михайловиче эти земли не были густо заселены. В конце XVII века после стрелецких бунтов в Гуслицкие леса и болота бежали гонимые за старую веру царём стрельцы и бояре. Старообрядцы почти сплошь населили край и создали здесь самобытную культуру. Местные староверы были известны жителям окрестных местностей и всей России как гусляки. В XVIII веке в Гуслицах появился характерный стиль оформления рукописных певческих книг, известный как «гуслицкое письмо».

## XVIII век
В 1716 году Петром I были отменены «Двенадцать статей» царевны Софьи и старообрядцам для облегчения их учёта предоставлена возможность полулегального существования при условии платить «за оный раскол всякие платежи вдвое». При этом усилен контроль и наказание тех, кто уклонялся от регистрации и выплаты двойного налога. Старообрядцами считали всех неисповедующихся. Староверов, не платящих двойной налог, предписывалось штрафовать, каждый раз увеличивая ставку штрафа, и даже ссылать на каторгу. За совращение в раскол (совращением считалось всякое старообрядческое богослужение или совершение треб), как и до Петра I, полагалась смертная казнь, что было подтверждено в 1722 году. Старообрядческих священников объявляли либо расколоучителями, если это были старообрядческие наставники, либо изменниками православию, если они раньше были священниками, и наказывали и за то, и за другое.

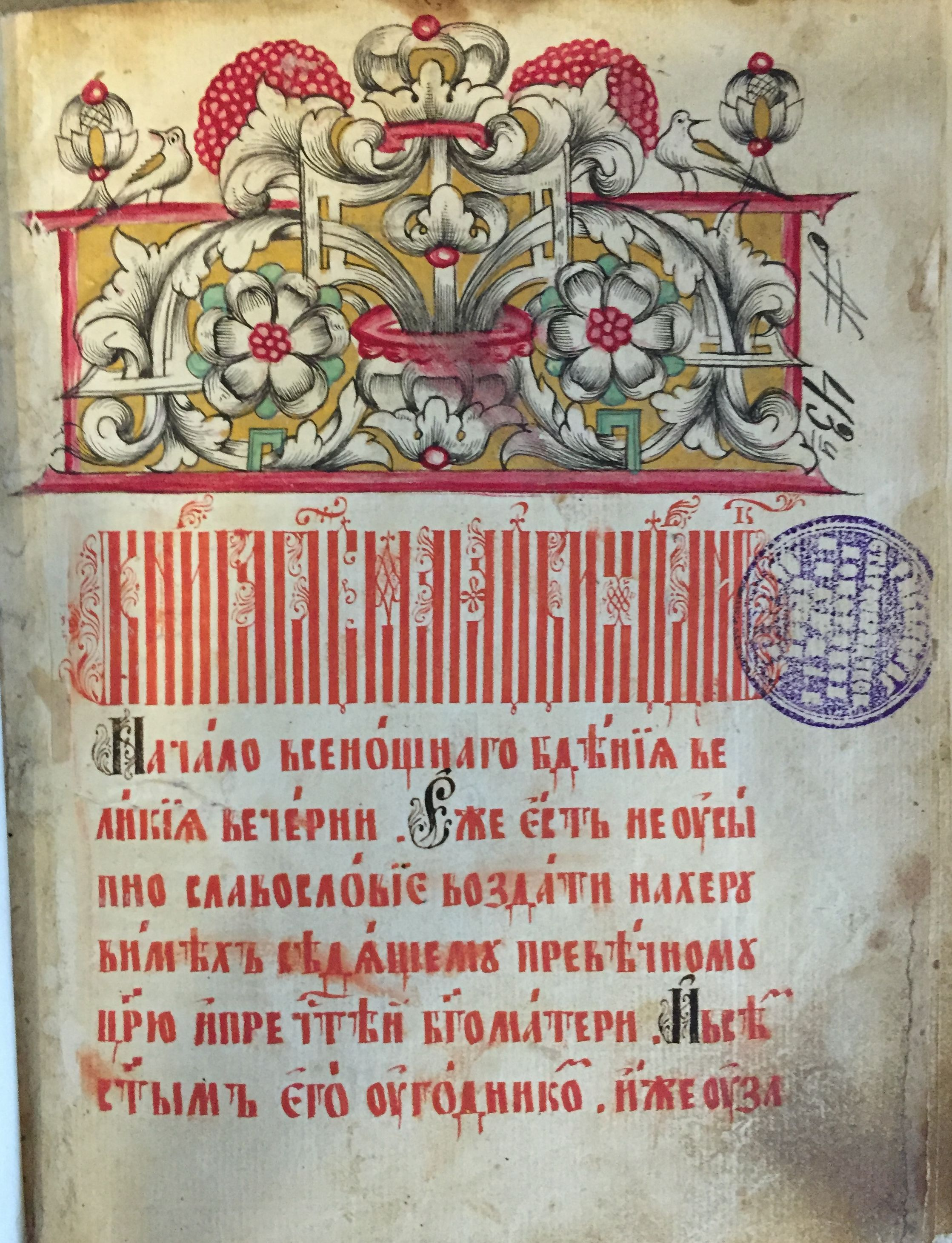
Обиход выговского письма, 1790-е гг.

Основным регионом, где в течение XVIII и XIX веков приверженцы старообрядчества были особенно многочисленны, был Верхневолжский край — Нижегородская (где были расположены Керженские скиты), Ярославская, Костромская, отчасти Владимирская и Московская губернии. Вторым по времени распространения и по численности районом старообрядчества был Русский Север — Олонецкая, Архангельская и Вологодская губернии, где в конце XVII века было создано Выговское общежительство. В начале XVIII века почти все русское население Сибири также придерживалось старообрядчества, чему способствовала ссылка в Сибирь вождей старообрядчества. Очень много старообрядцев бежало также к казакам на Дон, на Терек и на Урал. Кроме того, в первое столетие существования старообрядчества несколько сот тысяч старообрядцев бежало за границу (главным образом, в Речь Посполитую, Османскую империю, Молдавию, габсбургские земли, Восточную Пруссию и шведские владения в Прибалтике).
После отмены «двенадцати статей» старообрядческие слободы на землях Стародубского полка возрождаются. В течение всего XVIII века была конкуренция между стародубскими и ветковскими слободами за влияние среди старообрядцев-поповцев. Под влиянием разных духовных и культурных центров возникает и разделение в беглопоповстве на так называемые дьяконовское (стародубское) согласие и ветковское согласие. Позже (в 1820-х годах) слобода Лужки и монастырь при ней стали духовным центром ещё одного течения в старообрядчестве — лужковского согласия.
29 января 1762 года вышел именной указ Петра III «о веротерпимости или о равенстве вероисповеданий». Этим указом и последующими указами и манифестом было прекращено преследование старообрядцев в России, а тем, кто бежал в другие страны, разрешалось вернуться на родину. Екатерина II позже подтвердила этот указ.
После 1763 года в результате прекращения гонений начался приток старообрядцев в Москву, хозяйственная жизнь которой в XIX веке в значительной степени была в их руках.

## XIX век
В XIX веке, по некоторым мнениям, до трети русского населения были старообрядцами. Старообрядческое купечество богатело и даже отчасти стало основной опорой предпринимательства в XIX веке. Социально-экономический расцвет был следствием изменения государственной политики в отношении старообрядцев. Власть пошла на определённый компромисс, введя единоверие.

### Единоверие

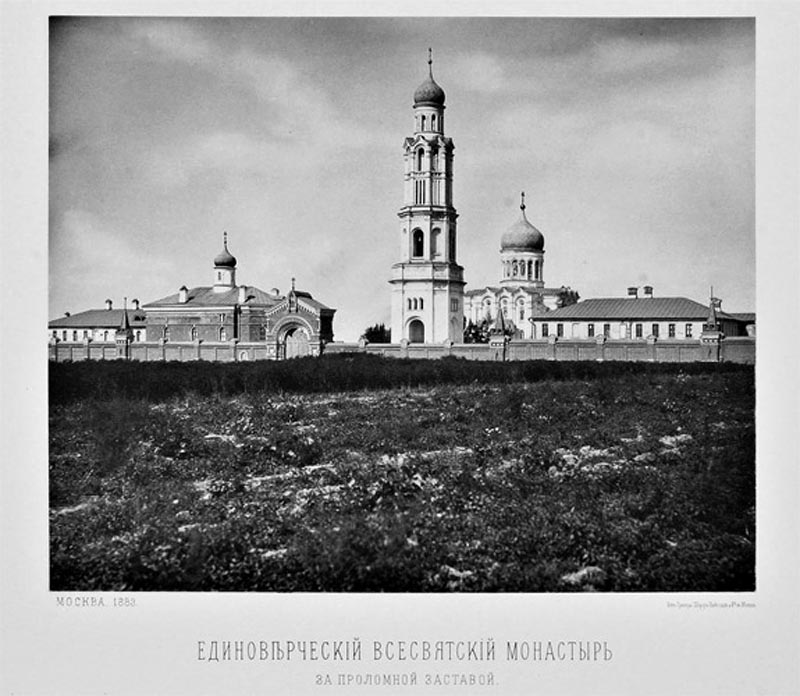
Всехсвятский женский единоверческий монастырь (Москва)

По просьбам старообрядцев отношения и положение соединённо-старообрядческих церквей в границах Русской православной церкви не были регламентированы в подробностях и предоставлялись на усмотрение местного епископа. В мае 1799 года московские старообрядцы, потерпев неудачу при переговорах с митрополитом Платоном (Левшиным), обратились лично к императору с просьбой, в которой ходатайствовали о даровании отдельного епископа с местопребыванием в Рогожской слободе. По мысли просителей данный епископ должен был бы управлять всеми присоединившимися к Русской церкви старообрядцами.
3 июня 1799 года Павел I издал указ, по которому предписывал управлять делами московских старообрядцев архиепископу Казанскому Амвросию (Подобедову). Последний высказал ряд требований (поминовение на Великом входе императора, Синода и правящего архиерея), выполнить которые старообрядцы отказались. Новый императорский указ от 22 августа 1799 года предписывал прекратить с московскими старообрядцами всякие отношения. Жесткая линия заставила старообрядцев Москвы вновь искать сближения, но уже на ограниченных митрополитом Платоном (Левшиным) условиях.
Позже, на основании «ходатайства о принятии в единоверие старообрядцев нижегородских и московских, единоверие, как форма воссоединения старообрядцев с Православной Церковью», было подробно регламентировано «пунктами о единоверии» митрополита Платона, утверждёнными императором 27 октября 1800 года.
Клятвы, наложенные соборами XVII века на всех крестящихся двуперстно и пользующихся древними обрядами, отменены не были. С того, кто становился единоверцем епископы снимали эти клятвы. Митрополит Платон сформулировал это следующим образом: «От клятв, прежде на них возложенных, разрешить: ибо хотя церковь на них оныя возложила праведно, что они и сами признают, почитая ими себя связанных и от оных просят разрешения; но как ныне они сближаются или паче соединяются с церковию, и истину ея, и таинства, и священство ея признают действительными, то и потребно сие разрешение, и не должна более теми клятвами их совесть быть отягощаема, под каковыми отторгающиеся ещё от церкви, имеют и впредь состоять праведно. А чтоб сие разрешение было открытее и их более успокаивающее, то над каждым принимаемым к дозволяемой им церкви, прочесть Епископу, или Пресвитеру с возложением руки, следующую разрешительную молитву: „Господь наш Иисус Христос, благодатию своею и человеколюбием да разрешит тя к церкви святей обращающагося, от всех клятв, им же от церкви, отторжением от нея, подверглся еси. И аз недостойный (архиерей, или иерей имя рек), властию от Него мне данною, разрешаю тя раба Божия (имя рек), от оных клятв и всех грехов твоих: Во имя Отца и Сына и Святаго Духа, Аминь“».
Кроме того, на единоверцев было наложено жесткое ограничение — от единоверческого священника новообрядец имел право причаститься только в случае крайней нужды и в смертном случае, если бы не случилось найти православного священника и церкви.
8 августа 1832 года было издано постановление святейшего правительствующего синода, которое облегчало переход в единоверие т. н. «незаписным старообрядцам», но это не меняло общего прохладного отношения иерархов Русской православной церкви к идее единоверия. Большинство архиереев придерживались взгляда на единоверие, по которому оно допускалось в смысле «благой надежды, что старообрядцы-единоверцы со временем просветятся Богом и ни в чём в не разнствующее с Церковью приидут согласие». Такой позиции придерживались: митрополит Платон (Левшин), митрополит Московский (позже Санкт-Петербургский) Серафим (Глаголевский), архиепископ Рязанский Филарет (Амфитеатров), митрополит Московский Филарет (Дроздов).
23 июня 1865 года архидиакон Филарет (Захарович) вместе с епископом Браиловским Онуфрием (Парусовым), епископом Коломенским Пафнутием (Овчинниковым), иеромонахом Иоасафом и иеродьяконом Мельхиседеком, в Московском Троицком единоверческом храме, епископом Дмитровским Леонидом (Краснопевковым), викарием Московской епархии, были присоединены к Православной Церкви на правах единоверия. Сразу же после совершения Миропомазания новоприсоединённые единоверцы были пострижены в монашество. 21 июля 1865 года ещё присоединились к Православной Церкви на правах единоверия бывший неокружнический епископ Тульский Сергий и архидиакон Кирилл (Загадаев). В 1867 году их примеру последовали епископ Тульчинский Иустин (Игнатьев) и иеродьякон Феодосий.

### Белокриницкое согласие
В 1846 году благодаря стараниям греческого иереея Амвросия (Папагеоргополоса) старообрядцам-беглопоповцам удалось восстановить церковную иерархию на территории Австрийской империи среди беженцев. Появилось Белокриницкое согласие. Однако не все старообрядцы приняли нового митрополита, отчасти из-за сомнений в истинности его крещения. Амвросий возвёл в различные степени священства 10 человек. Первоначально белокриницкое согласие действовало среди эмигрантов. Им удалось вовлечь в свои ряды донских казаков-некрасовцев. В 1849 году белокриницкое согласие распространилось и на Россию, когда в сан был возведён первый епископ белокриницкой иерархии в России Софроний. В 1859 году был посвящён в сан архиепископ Московский и всея Руси Антоний, который в 1863 году стал митрополитом. Вместе с тем, воссоздание иерархии осложнялось внутренними конфликтами между епископом Софронием и архиепископом Антонием. В 1862 году большие дискуссии в старообрядческой среде произвело Окружное послание, которое делало шаг навстречу новообрядному православию. Оппозиционеры этого документа составили толк неокружников.

### Преследования старообрядцев в XIX веке
С 1822 года начался новый ряд запретительных мер в отношении старообрядчества. 26 марта 1822 года было издано распоряжение, запрещающее строить старообрядческие храмы: «О тех раскольничьих церквах, которые давно построены, не входить ни в какое дальнейшее рассмотрение и оставлять их без разыскания... Вновь же строить не дозволять ни по какому случаю». Император Александр I при его утверждении сделал уточнение: «Все раскольничьи церкви, молитвенные дома и часовни, построенные до 1817 года, оставить неприкосновенными без разыскания; вновь строить запрещено».
Николай I, вступивший на престол в 1825 году, усилил гонения на старообрядцев. Болезненный удар по старообрядцам-поповцам был нанесен решением Комитета миснистров от 10 мая 1827 года, которым беглым из господствующей Церкви священникам запрещалось совершать переезды с одного места на другое для исполнения треб; в случае неисполнения предписания с ними должны были поступать «как с бродягами». C 1832 года начались полицейские проверки в духовных центрах староверия и массовые аресты священников, перешедших к старообрядцам. Часть старообрядцев, оставшись без священства, получили наименование «николаевских беспоповцев» (в частности, часовенное согласие).
Ещё в 1828 году Иргизские монастыри старообрядцев были поставлены под надзор местного губернского начальства и запрещено было принимать новых лиц в монастыри, а живущим в них воспрещены были отлучки. В 1829 году был принудительно преобразован в единоверческий Иргизский Нижне-Воскресенский монастырь (при этом 60 чел. упорствовавших были частью сданы в солдаты, частью сосланы в Сибирь), а в 1837 году был преобразован в единоверческий Свято-Никольский монастырь (при этом из-за сопротивления старообрядцев потребовалась военная сила; военно-судная комиссия приговорила 11 человек наказать кнутом и сослать в каторжные работы; 326 человек и настоятеля Корнилия наказать плетьми и сослать на поселение, 16 человек по старости лет без телесного наказания сослать в Сибирь).
В 1842―1846 годах было запечатано 102 старообрядческих молитвенных дома, 147 было разрушено, а 12 ― передано  господствующей Церкви; в 1853 году министр внутренних дел получил право закрывать старообрядческие скиты. В итоге все старообрядческие монастыри и скиты были закрыты. Были запечатаны алтари старообрядческих храмов московского Рогожского кладбища, многие святыни были отобраны, а некоторые храмы были переданы единоверцам.
В статье 60 Устава о предупреждении и пресечении преступлений говорилось: «Раскольники не преследуются за мнения их о вере; но запрещается им совращать и склонять кого-либо в раскол свой под каким бы то видом». Им было запрещено строить церкви, заводить скиты, а существующие даже чинить, а также издавать какие-либо книги, по которым совершались их обряды. Старообрядцы ограничивались при занятии общественных должностей. Религиозный брак старообрядцев, в отличие от религиозных браков прочих конфессий, не признавался государством. До 1874 года все дети старообрядцев считались незаконнорождёнными. С 1874 года для старообрядцев был введен гражданский брак: «Браки раскольников приобретают в гражданском отношении, через записание в установленные для сего особые метрические книги, силу и последствия законного брака».
Некоторые ограничения для старообрядцев (в частности, запрет занимать общественные должности) были отменены в 1883 году.

## XX век
17 апреля 1905 года дан Высочайший указ «Об укреплении начал веротерпимости», который, в числе прочего, отменял законодательные ограничения в отношении староверов и в частности гласил: «Присвоить наименование старообрядцев, взамен ныне употребляемого названия раскольников, всем последователям толков и согласий, которые приемлют основные догматы Церкви Православной, но не признают некоторых принятых ею обрядов и отправляют своё богослужение по старопечатным книгам». Он дал старообрядцам возможность открыто устраивать крестные ходы, иметь колокольный звон, открывать школы и строить храмы; легализовалось Белокриницкое согласие. 17 октября 1906 года был принят закон о старообрядческих общинах, упростивший их регистрацию. Тогда же старообрядческое духовенство получило отсрочку от военной службы. Таким образом, в 1905—1906 годах были практически уравнены в правах с инославными (неправославными) христианами; однако государство не признавало правовой статус старообрядческого духовенства, называя его «настоятелями и наставниками».
Среди старообрядцев беспоповского толка оформилось поморское согласие. Первый Всероссийский собор поморцев прошёл 1—10 мая 1909 года в Москве, Второй — в 1912 году. Церковное общество староверов-поморцев стало именоваться Старообрядческой Поморской Церковью. Ещё раньше, в XIX веке в поморское согласие перешёл ряд больших федосеевских общин Псковской, Новгородской областей, Поволжья, Прибалтики. В советское время поморцы стали самым многочисленным беспоповским согласием. Съезд христиан-поморцев в 1923 году разработал положение о церкви поморцев, предусматривавшее учреждение высшего Духовного совета и поместных (краевых, областных) духовных советов. К концу 1930-х годов легальная церковная жизнь Старообрядческой Поморской Церкви прекратилась: многие наставники были расстреляны, либо находились в заключении или на нелегальном положении.
Коммунистический режим в РСФСР и позже СССР относительно благосклонно относился к старообрядцами до конца 1920-х годов в русле своей политики поддерживать течения, оппозиционные «тихоновщине». Великая Отечественная война была встречена неоднозначно: большинство старообрядцев призывали защищать Родину, но были и исключения, например, Республика Зуева или староверы деревни Лампово, федосеевцы которой стали коллаборационистами; Центральный старообрядческий совет Литвы 9 марта 1943 выступил с воззванием, в котором призвал «оказать помощь немецкой армии в уничтожении жидовского коммунизма».